# Regiões da Estónia

As regiões da Estónia

Regiões (estoniano: maakond, plural: maakonnad) compõe o primeiro nível das divisões administrativas da Estónia. O território estoniano está dividido em 15 regiões, sendo 13 no continente e 2 em ilhas. O governo (maavalitsus) de cada região é liderado por um maavanem (governador) que representa o governo nacional no nível regional. Os governadores são apontados pelo governo nacional para mandatos de cinco anos.
O número e nome de cada uma das regiões não foram alteradas, no entanto suas divisas foram alteradas pela reforma administrativa nas eleições municipais de 15 de outubro de 2017, quando o número de municipalidades foram reduzidas de 2013 para 79.

## Lista
Os dados populacionais são de 1º de janeiro de 2021. A soma dos valores da tabela é de 42.644 km², dos quais a área terrestre é de 42.388 km², sendo assim 256 km² de água estão incluídos nos números.
| Brasão | Região               | Capital    | Área (km²) | População | Densidade populacional (hab/km²) | PRB (bilhões de Euros) | PRB per capita (Euro) |
| ------ | -------------------- | ---------- | ---------- | --------- | -------------------------------- | ---------------------- | --------------------- |
|        | Região de Harju      | Tallinn    | 4.327      | 609.515   | 140,86                           | 18,3                   | 30.350                |
|        | Região de Hiiu       | Kärdla     | 1.032      | 9.381     | 9,09                             | 0,1                    | 11.990                |
|        | Região de Ida-Viru   | Jõhvi      | 2.972      | 131.913   | 44,39                            | 1,6                    | 12.08                 |
|        | Região de Jõgeva     | Jõgeva     | 2.545      | 28.082    | 11,03                            | 0,3                    | 9.610                 |
|        | Região de Järva      | Paide      | 2.674      | 29.817    | 11,15                            | 0,4                    | 12.410                |
|        | Região de Lääne      | Haapsalu   | 1.816      | 20.285    | 11,17                            | 0,2                    | 10.420                |
|        | Região de Lääne-Viru | Rakvere    | 3.696      | 58.402    | 15,80                            | 0,7                    | 11.930                |
|        | Região de Põlva      | Põlva      | 1.823      | 24.473    | 13,42                            | 0,2                    | 8.210                 |
|        | Região de Pärnu      | Pärnu      | 5.419      | 85.760    | 15,83                            | 1,2                    | 13.560                |
|        | Região de Rapla      | Rapla      | 2.765      | 33.116    | 11,98                            | 0.4                    | 12.220                |
|        | Região de Saare      | Kuressaare | 2.938      | 33.032    | 11,24                            | 0,5                    | 14.100                |
|        | Região de Tartu      | Tartu      | 2.993      | 153.912   | 51,42                            | 3,0                    | 19.300                |
|        | Região de Valga      | Valga      | 1.917      | 27.962    | 14,59                            | 0,3                    | 10.190                |
|        | Região de Viljandi   | Viljandi   | 3.422      | 45.877    | 13,41                            | 0,7                    | 14.060                |
|        | Região de Võru       | Võru       | 2.305      | 34.898    | 15,14                            | 0,4                    | 10.190                |

## Bandeiras das regiões

Harjumaa
Hiiumaa
Ida-Virumaa
Jõgevamaa
Järvamaa
Läänemaa
Lääne-Virumaa
Põlvamaa
Pärnumaa
Raplamaa
Saaremaa
Tartumaa
Valgamaa
Viljandimaa
Võrumaa

## Municípios
As regiões estão subdivididos em municípios ou municipalidades urbanas (em estoniano: linnad, singular linn) e municípios rurais (vallad, singular vald). Em 1997 havia 254 municípios urbanos e rurais. Os municípios rurais estão por sua vez subdivididos em borough (alevid, singular alev), pequenos borough (alevikud, singular alevik) e vilas (külad, singular küla). Alguns dos municípios urbanos estão subdivididos em distritos ou bairros (linnaosad, singular linnaosa).